# L'Amistat (barri de València)
L'Amistat és un barri de l'est de València que forma part del districte d'Algirós.
Es troba a l'extrem sud-oest del districte i té una forma quadrada. Al nord l'avinguda de Blasco Ibáñez el separa del barri de La Bega Baixa, a l'est el carrer del Doctor Manuel Candela el separa del barri de la Ciutat Jardí, al sud el carrer dels Sants Just i Pastor el separa del barri d'Albors al districte de Camins al Grau, i a l'oest l'avinguda del Cardenal Benlloch el separa del barri de Mestalla al districte del Pla del Real.
Altres carrers que travessen el barri són el carrer de Iecla que el creua en diagonal de l'extrem sud-oest al nord-est, el carrer de Campoamor que el creua d'oest a est amb una part totalment per a vianants, i el carrer de la República Argentina de sud a nord.
La seua població en 2014 era de 7.272 habitants.

## Història
Aquest barri va ser fundat el 1928, fomentat per l'Asociación de Empleados y Obreros de los Ferrocarriles de España. Per tant, va ser des dels seus inicis un barri de treballadors, amb una clara vocació ferroviària i tramviària.
El "Braç d'Algirós" de la séquia de Mestalla i el mateix Camí d'Algirós discorria pel sud del barri, a les proximitats del carrer dels Sants Just i Pastor, mentre que al nord el delimita el passeig de València al Mar i a l'oest el vell Camí de Trànsits.

## Transports
Disposa d'una estació de MetroValencia de la línia 5: L'estació d'Amistat, a l'extrem sud-est del barri a l'encreuament del carrer del Doctor Manuel Candela amb el carrer dels Sants Just i Pastor.
Les línies d'autobusos de l'EMT de València que donen servei al barri són les línies 30, 31, 71, 81 i N1 per l'avinguda de Blasco Ibáñez, 18, 89, 90, N89 i N90 per l'avinguda del Cardenal Benlloch, 30 i 40 pel carrer del Doctor Manuel Candela, i 32 pel carrer dels Sants Just i Pastor.